# Rasen-Steinbrech
Der Rasen-Steinbrech (Saxifraga rosacea), auch Rosen-Steinbrech oder Rosenblütiger Steinbrech genannt, ist eine Pflanzenart aus der Gattung Steinbrech (Saxifraga) innerhalb der Familie der Steinbrechgewächse (Saxifragaceae).

## Beschreibung

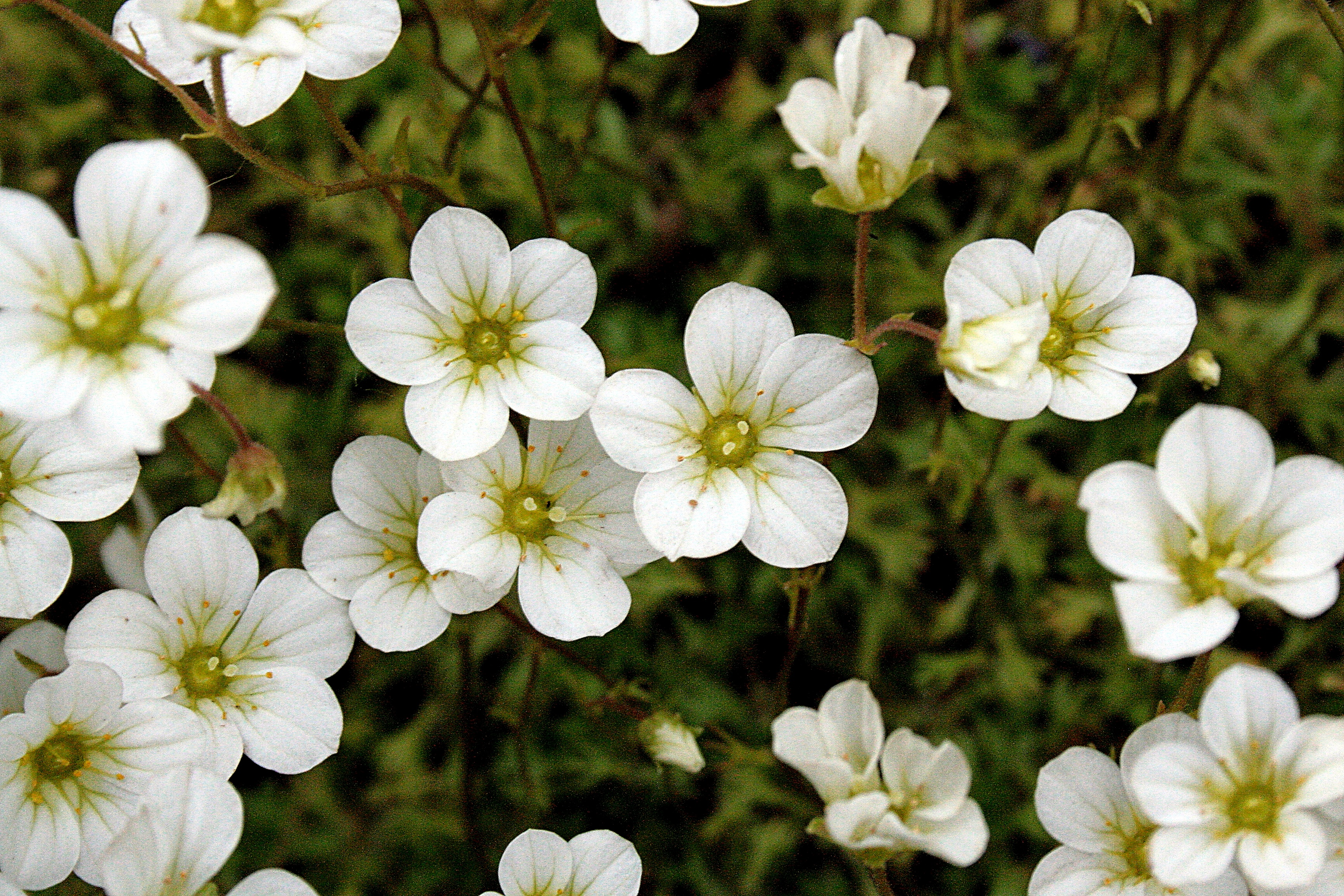
Blüten

### Vegetative Merkmale
Der Rasen-Steinbrech ist eine in dichten oder lockeren, polsterförmigen Rasen wachsende ausdauernde Pflanze, die Wuchshöhen von 5 bis 20 Zentimetern erreicht. Der Spross ist rosettig beblättert, die Stängel sind aufrecht oder aufsteigend, mit nichtblühenden Seitentrieben. Die Laubblätter der sterilen Triebe sind deutlich gestielt und tief handförmig in drei bis fünf Zipfel geteilt. Die Enden sind stumpf bis spitz und können auch (bei Saxifraga rosacea subsp. sternbergii) grannenspitzig sein. Die Blattspreite ist 7–15 Millimeter lang und 6–20 Millimeter breit. Die wenigen Stängelblätter sind keilförmig und meist dreispaltig.

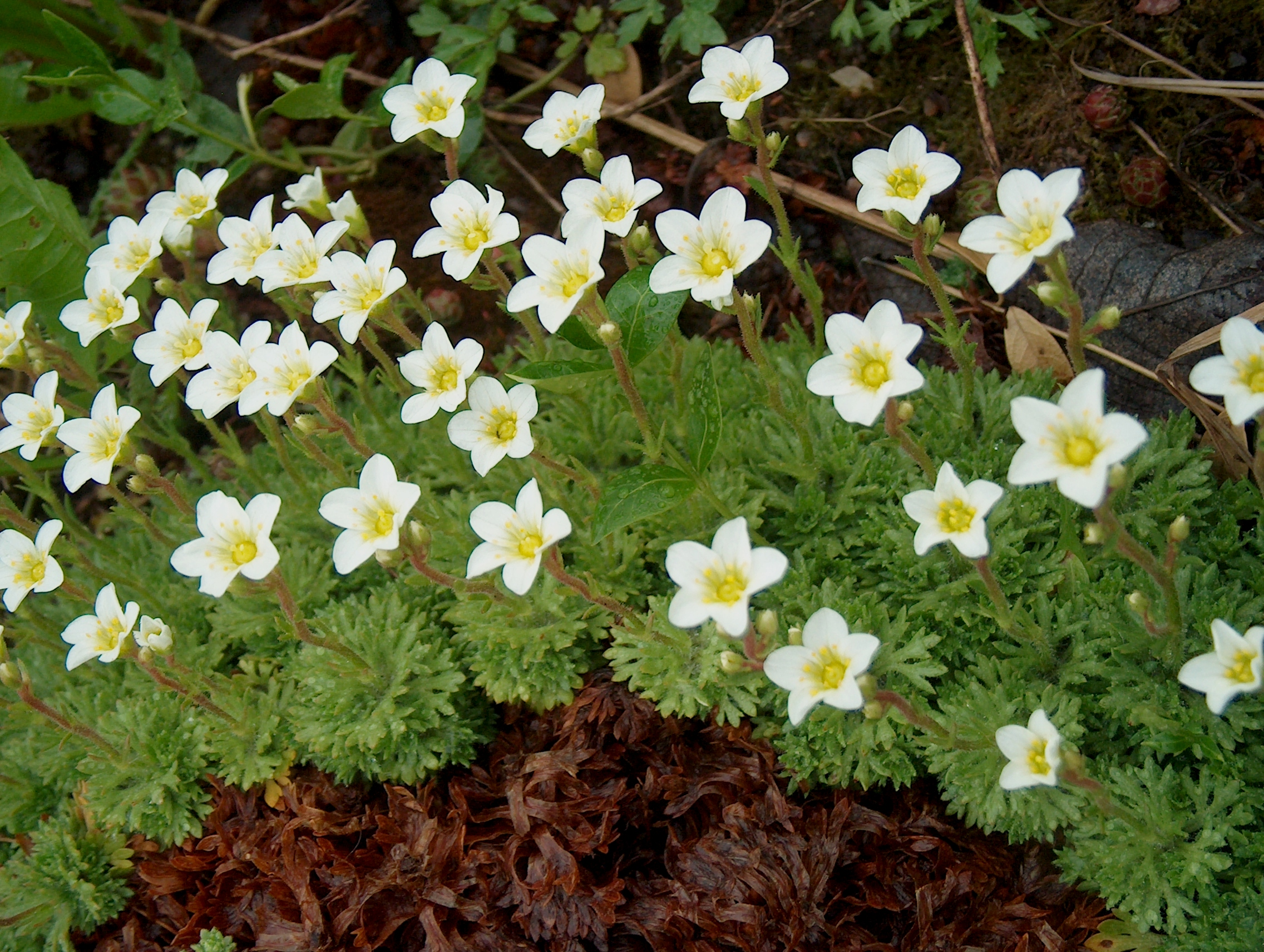
Habitus und Blüten

### Generative Merkmale
Die Blütezeit des Rasen-Steinbrech liegt zwischen Mai und Juli. Der Blütenstand ist eine Rispe. Je zwei bis neun Blütenknospen stehen aufrecht an den Blütenstängeln. Die Kelchzipfel sind länglich eiförmig und 2 bis 4 Millimeter lang.  Die Kronblätter sind weiß und drei- bis viermal so lang wie die Kelchzipfel. Die Staubblätter sind halb so lang wie die Kronblätter. Die Fruchtkapsel ist eiförmig bis fast kugelig. Die Samen sind länglich, 0,6 bis 0,7 Millimeter lang, braun und fein papillös oder grob warzig.
Der Rasen-Steinbrech hat die Chromosomenzahl 2n = 52, doch wurden auch schon andere Zahlen festgestellt (32, 48, 50, 56, 64 oder 66).

## Vorkommen

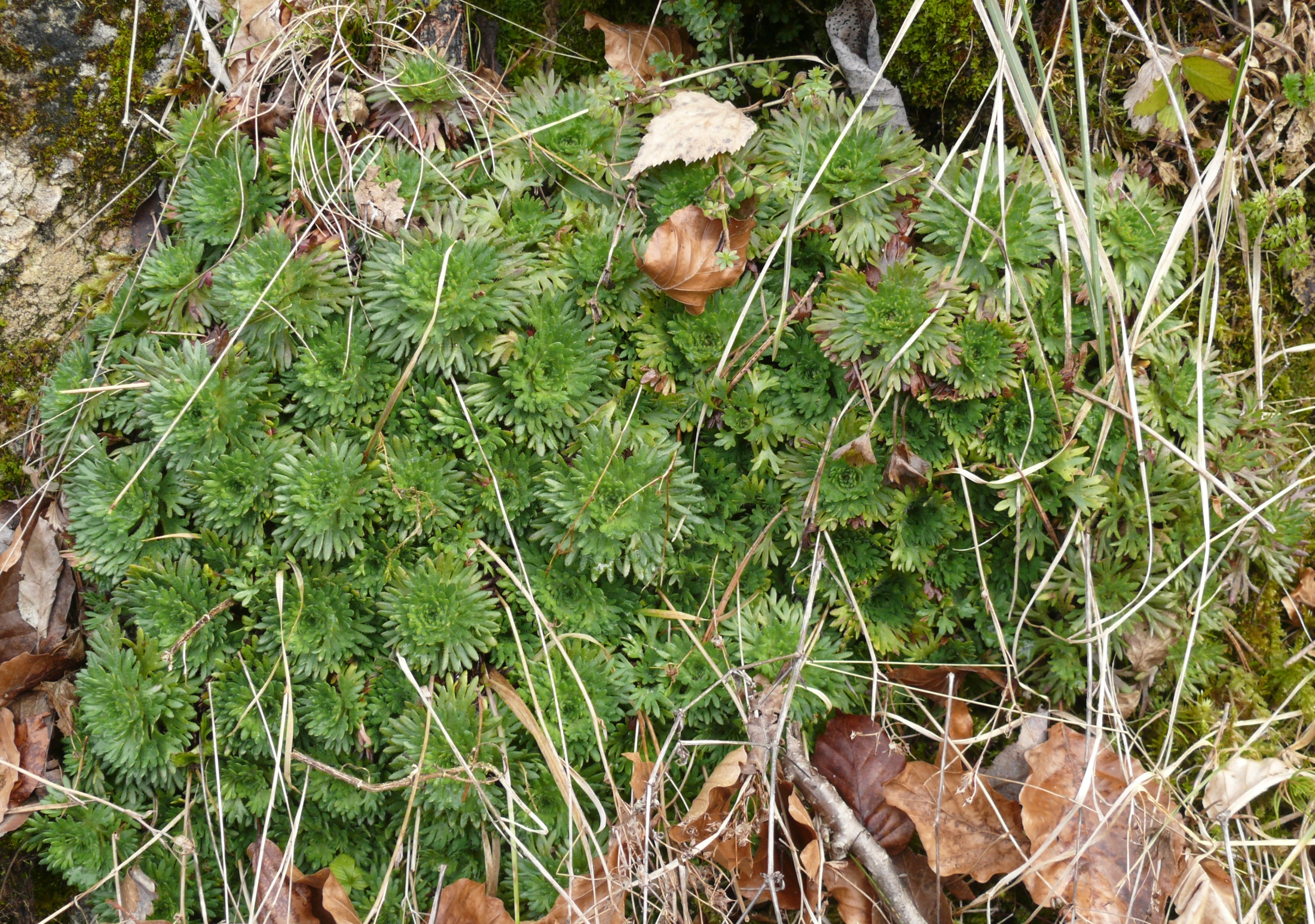
Blattrosetten des Rasen-Steinbrechs (Saxifraga rosacea subsp. rosacea)

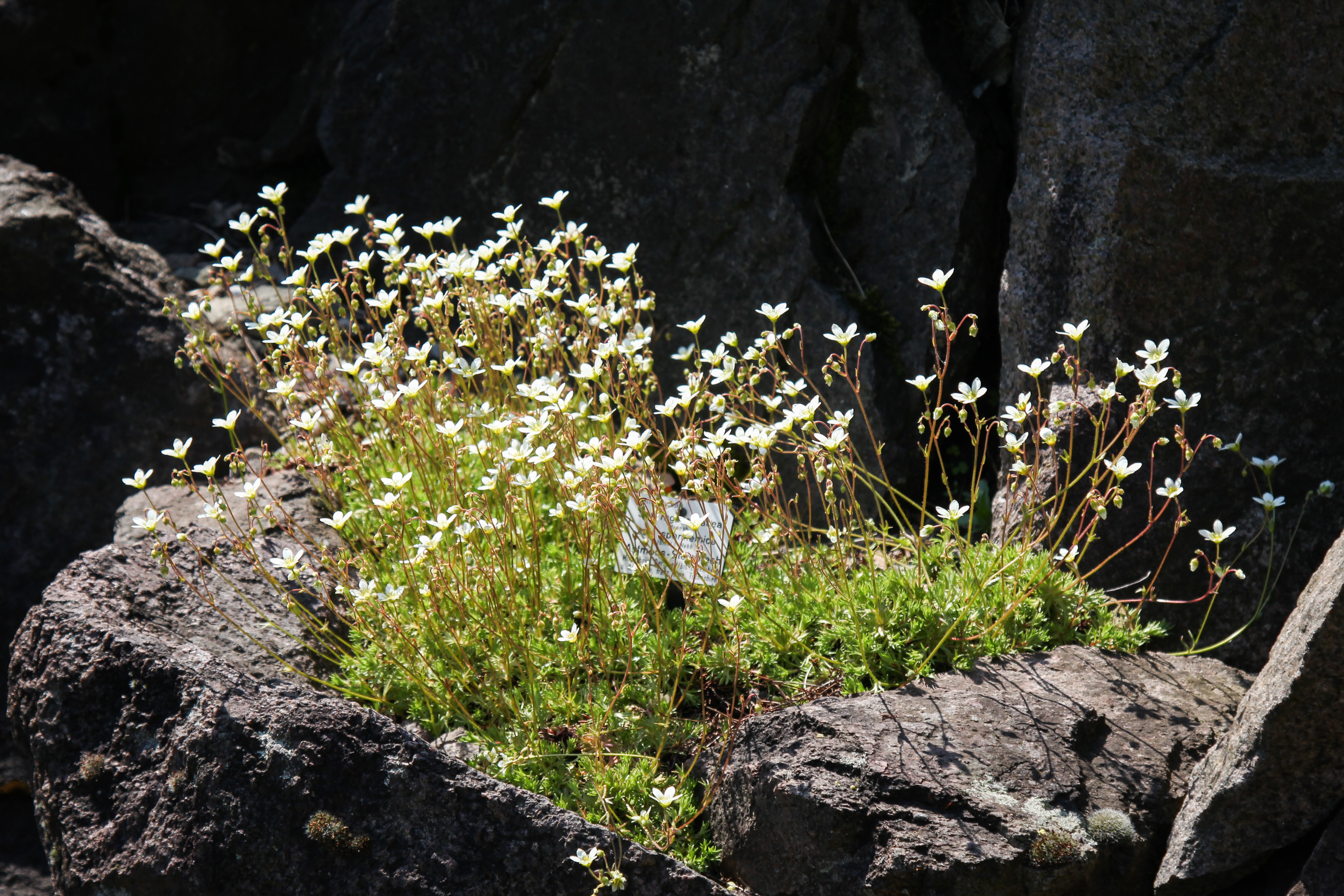
Astmoos-Steinbrech (Saxifraga rosacea subsp. sternbergii)

Der Rasen-Steinbrech kommt in West- und Mitteleuropa, auf Island, auf den Färöer-Inseln sowie in Grönland vor. Sie wächst in Felsspalten und Steinschutt, seltener auch an Mauern. Sie bevorzugt frischen bis mäßig trockenen, basenreichen Steinboden.
Der Rasen-Steinbrech ist in Deutschland durch die BArtSchV besonders geschützt.
Im Vereinigten Königreich galt die Art längere Zeit als ausgestorben. Das letzte Vorkommen wurde 1962 im Eryri-Nationalpark dokumentiert. Basierend auf einem Ableger, der damals gewonnen und in botanischen Einrichtungen kultiviert wurde, begann ab dem Mai 2024 eine erneute „Auswilderung“ der Pflanzen. Die hierfür gewählten Orte wurden der Öffentlichkeit nicht bekannt gegeben, um keine Sammler anzulocken.

## Systematik
Die Erstveröffentlichung von Saxifraga rosacea erfolgte 1794 durch Conrad Moench in Methodus Plantas Horti Botanici et Agri Marburgensis, S. 106. 
Das Das Artepitheton rosacea für rosenartig bezieht sich wahrscheinlich auf die Blattrosetten (Rosetten!) an der Spitze der Seitensprosse, die eine Ähnlichkeit mit der Blüte einer Rose haben.
Je nach Autor gibt es von der Art Saxifraga rosacea Moench (Syn.: Saxifraga decipiens Ehrh.), beispielsweise siehe Jalas et al. 1999 in Europa vier Unterarten:
- Saxifraga rosacea subsp. hartii (D.A.Webb) D.A.Webb; sie kommt nur auf Árainn Mhór im nordwestlichen Irland vor und hat die Chromosomenzahl 2n = 50.
- Saxifraga rosacea Moench subsp. rosacea; sie kommt in Europa nur in Nordwesteuropa, in Ostfrankreich und in Deutschland vor und hat die Chromosomenzahl 2n = 48, 52 oder 56. Die ökologischen Zeigerwerte nach Landolt et al. 2010 sind in der Schweiz für diese Unterart: Feuchtezahl F = 2 (mäßig trocken), Lichtzahl L = 3 (halbschattig), Reaktionszahl R = 3 (schwach sauer bis neutral), Temperaturzahl T = 3 (montan), Nährstoffzahl N = 2 (nährstoffarm), Kontinentalitätszahl K = 2 (subozeanisch).[1]
- Steinmann-Steinbrech (Saxifraga rosacea subsp. steinmannii (Tausch) Holub, Syn.: Saxifraga steinmannii Tausch): Er kommt nur im mittleren Elbetal in Tschechien vor und hat die Chromosomenzahl 2n = 52, ca. 56 oder 66.
- Rheinischer Steinbrech (Saxifraga rosacea subsp. sternbergii (Willd.) Kerguélen & Lambinon, Syn.: Saxifraga cespitosa subsp. sponhemica (C.C. Gmelin) Bonnier & Layens, Saxifraga sponhemica C.C.Gmel.) Er kommt nur in Belgien, in Ostfrankreich, Westdeutschland, Tschechien und Polen vor und hat die Chromosomenzahl 2n = 52. Der Name der Unterart ehrt den Erforscher der Steinbrech-Arten Kaspar Maria von Sternberg. Die Bezeichnung sponhemica bezieht sich auf den Ort Burgsponheim in Rheinland-Pfalz, wo diese Unterart vorkommt. Sie kommt vor auf basenreichem, kalkarmem Felsgestein, etwa auf Melaphyr und ist eine Charakterart des Saxifragetum sponhemicae aus dem Verband Androsacion vandellii.[6]